# Миодраг Ћупић
Миодраг Ћупић био је српски књижевник, писац, музички педагог и пјесник, рођен 15. марта 1936. године у Загарачу (Црна Гора).

## Живот и рад
Основну школу је завршио у родном месту, у Никшићу учитељску школу. У Београду и Загребу је студирао књижевност.
Објавио је више од тридесет књига прозе, поезије, есеја, књижевне критике, а књиге су му превођене на више страних језика. Био је главни уредник књижевног часописа „Сквер” УКЦГ, члан предсједништва Удружења књижевника Црне Горе, почасни члан Интернационалног биографског центра Кембриџ, а Амерички биографски институт уврстио га је у едицију лидерства културе за 2008. годину.
Ћупић је био добитник више домаћих и страних књижевних признања и награда, између осталих и Вукове награде за животно дјело, награде „Марко Миљанов”, „Макаријевог слова”, као и Повеље Удружења књижевника Србије у знак посебног признања за прозни рад. Ћупић је добитник и награде Удружења композитора Црне Горе за збирку музичких есеја.
Његове књиге у прошлости, због слободне мисли, и отпора тоталитаризму, забрањиване су, а роман „Јади Горчина Петровића” ушао је у познату едицију „Црногорски роман XX вијека” (роман је у социјалистичко вријеме судски забрањиван и спаљен). О Ћупићевом књижевном дјелу написано је много књижевних приказа, критика и есеја, а његове приче заступљене су у домаћим и страним антологијама.
Миодраг Ћупић је од оснивања био предсједник Редакцијског одбора Књижевне задруге Српског народног вијећа и члан Српског националног савјета Црне Горе.
Преминуо је изненада у Подгорици, 20. августа 2011. године, послије краће болести. Своју библиотеку са вриједним насловима поклонио је Гимназији „Слободан Шкеровић“ у Подгорици.

## Награда „Миодраг Ћупић”
Фондација за књижевност и културу „Миодраг и Бранка Ћупић” додјељује књижевну награду „Миодраг Ћупић”. Књижевна награда „Миодраг Ћупић” састоји се од плакете са ликом Миодрага Ћупића (рад вајара Света Радовића), дипломе и новчаног износа. Награда се традиционално уручује у Подгорици.
Досадашњи добитници награде „Миодраг Ћупић” су истакнути књижевници: Срба Игњатовић, Илија Лакушић, Ранко Јововић, Зоран Костић, Гојко Ђого, Радомир Уљаревић, Тодор Живаљевић, Будимир Дубак, Милутин Мићовић, Зоран Пешић Сигма, Новица Ђурић, Милица Краљ, Вишња Косовић, Александар Ћуковић, Бранислав Зубовић, Бећир Вуковић.